# لاليلا مسوان
لاليلا مسوان (مواليد 27 مارس 1997) هي عارضة أزياء من جنوب أفريقيا فازت بلقب ملكة جمال جنوب أفريقيا ومثلت دولتها في مسابقة ملكة جمال الكون 2021 حيث حصلت على لقب الوصيفة الثانية.